# Otto Basler
Otto Victor Emanuel Basler (* 8. Mai 1892 in Kitzingen; † 28. Mai 1975 in Freiburg im Breisgau) war ein deutscher Germanist, Volkskundler und Bibliothekar. Er war einer der bekanntesten deutschen Sprachforscher.

## Werdegang

### Herkunft, Studium und Militärdienst
Basler wurde 1892 als Sohn des Kaufmanns Wilhelm Emanuel Basler und dessen Frau Sophie, geb. Hendinger, im fränkischen Kitzingen im Königreich Bayern geboren. Er wuchs indessen in der Hauptstadt des Königreichs Sachsen auf und besuchte die dortige Bürgerschule. 1911 legte er die Reifeprüfung am städtischen Wettiner Gymnasium in Dresden ab.
Von 1911 bis 1913 studierte er Deutsche und Englische Philologie und Romanistik u. a. bei Gottfried Baist, Friedrich Brie, Alfred Götze, Friedrich Kluge, Emil Levy, Hans Schulz und Philipp Witkop an der Universität Freiburg im Breisgau und 1913 sowie nach Kriegsunterbrechung von 1918 bis 1920 Germanistische Philologie, Altertumskunde, Indogermanische Sprachwissenschaften, Volkskunde, Nordische Studien, Französisch, Englisch und Geschichte u. a. bei Karl von Bahder, Adolf Birch-Hirschfeld, Karl Brugmann, Max Förster, Albert Köster, Eugen Mogk, Wilhelm Streitberg, Georg Witkowski und Wilhelm Wundt an der Universität Leipzig. Während seiner Freiburger Studienzeit 1912 hielt er sich für mehrere Monate zum Spracherwerb in der französischsprachigen Schweiz auf. Im Jahre 1919 legte er in Leipzig das Staatsexamen in Deutsch, Englisch und Französisch ab. 1920 wurde er beim Mediävisten Eduard Sievers an der Philosophischen Fakultät der Universität Leipzig mit der in Auszügen im Fakultätsjahrbuch abgedruckten Dissertation Zur Orthographie im althochdeutschen Tatian zum Dr. phil. promoviert.
Nach seiner Schulzeit 1911/12 leistete er als Einjährig-Freiwilliger Militärdienst beim 5. Badischen Infanterie-Regiment Nr. 113 in Freiburg im Breisgau. Im Ersten Weltkriege (1914–1918) diente er zunächst als Unteroffizier. Er war dann als Kompagnieführer eingesetzt; sein letzter Dienstgrad war Leutnant der Reserve beim Ersatz-Infanterie-Regiment Nr. 28.

### Bibliotheksdienst
Von 1920 bis 1925 war er an der durch Emil Jacobs geleiteten Universitätsbibliothek Freiburg im Breisgau tätig: Volontärassistent (1920), wissenschaftlicher Hilfsarbeiter (1920) und außerplanmäßiger Bibliothekar (1921).
1926 wechselte er an die 1919 gegründete Deutsche Heeresbücherei der Reichswehr nach Berlin. Dort wurde er hauptberuflicher Abteilungsvorstand. 1934 erfolgte die Ernennung des Angestellten im höheren Bibliotheksdienst zum beamteten Bibliothekar. Außerdem übernahm er unter Siegfried Klefeker das stellvertretende Direktorat.
Von 1936 bis 1945 war er Direktor der Bayerischen Armeebibliothek bzw. Vorstand der Wehrkreisbücherei des Wehrkreiskommandos VII in München. Während seiner Amtszeit machte er Bekanntschaft mit dem Widerstandskämpfer gegen den Nationalsozialismus Franz Sperr, der als Reserveoffizier an der Heeresbibliothek tätig war. Er wird in der Forschung bisweilen dem „Sperr-Kreis“ zugerechnet. Basler bekleidete zuletzt den Dienstgrad eines Oberstleutnants der Wehrmacht. Nach dem Zweiten Weltkrieg 1945 wurde er kurzzeitig Angestellter der Bayerischen Staatsbibliothek, welche die Heeresbibliothek integriert hatte.

### Hochschuldozentur und -professur
Noch im Jahre 1939 bemühte man sich erfolglos, den Bibliotheksleiter Basler zum außerplanmäßigen Professor für Bibliothekswissenschaft an der Ludwig-Maximilians-Universität München zu ernennen. Auch eine spätere Berufung zum  Honorarprofessor für deutsche Wortforschung und neuhochdeutsche Sprachgeschichte, wie sie vom wenig später verstorbenen Präsidenten der Deutschen Akademie München, Erich Gierach, bzw. dem Seminar für deutsche Philologie forciert worden war, scheiterte 1943/44 trotz vorheriger Zustimmung der Fakultät am Reichsminister für Wissenschaft, Erziehung und Volksbildung, Bernhard Rust. Nach Baslers Aussagen lag es an der fehlenden und abgelehnten Parteimitgliedschaft.
Ab 1943 oder 1944/45 lehrte er dennoch in Vertretung Gierachs bzw. war Lehrbeauftragter in München. Konkret übernahm er dessen Seminare und betreute fortan den wissenschaftlichen Nachlass. 1946/47 war er erneut Lehrbeauftragter für Deutsche Sprache und Wortforschung an der LMU München. Überdies wirkte er als Dozent für Deutsche Sprache und Literatur an der Theologischen Hochschule Freising bei München. 1946 schlug man ihn in München erfolgreich für eine Honorarprofessur für Geschichte der neuhochdeutschen Schriftsprache und Volkskunde vor. Durch die US-Militärregierung wegen seines hohen militärischen Dienstgrades im Krieg enthoben, wurde er im Zuge eines Gerichtsbeschlusses von 1947 wieder eingestellt.
Im Jahre 1947 wurde er zum außerordentlichen Professor und 1952 zum ordentlichen Professor für Deutsche Philologie und Volkskunde berufen, wobei die Volkskunde eine untergeordnete Rolle spielen sollte. 1955 übernahm er das Dekanat der Philosophischen Fakultät, 1955/56 war er Senatsmitglied. Nach seiner Emeritierung 1958 war er von 1959 bis 1970 Honorarprofessor für Deutsche Philologie und Volkskunde an der Universität Freiburg im Breisgau. Seine Forschungsschwerpunkte waren Deutsche Philologie, Volkskunde, deutsche Wort- und Mundartforschung, alemannische Heimatdichtung, Heimatgeschichte und Fachsprachen. Zu seinen akademischen Schülern gehörten u. a. Isolde Baur, Georg Michael Pflaum, Franz W. Seidler und Karolina Zobel.

### Nebenamtliche Tätigkeit
Von 1929 bis 1938 war er Außenmitarbeiter der Duden-Redaktion beim Bibliographischen Institut in Leipzig, von 1934 bis 1938 ehrenamtlicher Leiter der dortigen Sprachberatungsstelle. Anfang 1936 trat er kurzfristig als Nachfolger von Theodor Steche beim Völkischen Kurier des Tannenbergbundes in Erscheinung. Um 1930 wurde er Mitarbeiter der Arbeitsstelle des Deutschen Wörterbuches an der Preußischen Akademie der Wissenschaften in Berlin. Von Dezember 1934 bis zur Kündigung im Januar 1937 war er zudem wissenschaftlicher Leiter des Sprachpflegeamtes in Berlin, wobei ihm wohl in der Praxis, jedenfalls anfangs, durch die Reichswehr nicht freigegeben wurde. Als der reformkritische Arthur Hübner Funktionen übernahm, zog er sich zurück. 1944 regte er gemeinsam mit Karl Reumuth eine Reform der deutschen Rechtschreibung an, die jedoch kriegsbedingt nicht umgesetzt wurde.
Von 1946 bis 1957 wirkte Basler als Leiter der Arbeitsstelle Bayerisches Wörterbuch der Bayerischen Akademie der Wissenschaften in München. Von 1965 bis 1971 war er ordentliches Mitglied des wissenschaftlichen Rates des Instituts für Deutsche Sprache in Mannheim. Außerdem wurde er Mitglied der Historischen Kommission, der Kommission für bayerische Landesgeschichte (wo er das bayerische Ortsnamenbuch sprachlich betreute) und der Kommission für Sprachpflege (wo er bei der Erneuerung der Rechtschreibung mitwirkte). Von 1954 bis 1957 war er ferner Mitglied der Kommission für Mundartforschung (wo er mit der Neuherausgabe des Bayrischen Wörterbuchs von Johann Andreas Schmeller betraut war) an der Bayerischen Akademie der Wissenschaften.

## Mitgliedschaften
Basler war ab den 1920er Jahren Mitglied (ab 1940 Vorsitzender) des Deutschen Sprachvereins München, ab 1940 Mitglied des Verbands Deutscher Vereine für Volkskunde, Mitglied des Deutschen Germanistenverbands, Mitglied der Arbeitsgemeinschaft für geschichtliche Landeskunde am Oberrhein in Karlsruhe, Mitglied des Historischen Vereins für die Geschichte der Ortenau in Offenburg und ab 1968 der KoninklijkeZuid-Nederlandse Maatschappij voor Taal- en Letterkunde en Geschiedenis in Brüssel.
Weiterhin war er Mitglied der Akademie zur Wissenschaftlichen Erforschung und Pflege des Deutschtums in München, 1941/42 Beisitzer der Forschungsstelle für Sprachrichtigkeit, 1944 Ausschussmitglied und 1944/45 ehrenamtlicher Leiter des Deutschen Sprachamtes.

## Publikationen
1923 übernahm er die Bearbeitung des von Friedrich Kluge angeregten und von Hans Schulz († 1915) begonnenen Deutschen Fremdwörterbuchs, einem Standardwerk, von dem er Band 2 (L–P, erschienen 1942) und die erste Lieferung von Band 3 (bis 1970, Buchstabe Q) erarbeitete. Anfang der 1970er Jahre übergab Basler aus Altersgründen die von ihm gesammelten Materialien zur Fertigstellung des Deutschen Fremdwörterbuchs dem Institut für Deutsche Sprache in Mannheim.
Basler trat neben seinen Monographien u. a. als Rezensent und Autor in Fachzeitschriften und als Beiträger in Festschriften in Erscheinung. 1926/27 war er Herausgeber der Zeitschrift Muttersprache und 1944 im Auftrag der Deutschen Akademie Mitherausgeber (mit Erich Gierach und Alfred Götze) des Jahrbuchs der deutschen Sprache. Ferner gab er die Edition Der große Duden (Bibliographisches Institut) heraus. Er arbeitete u. a. am Deutschen Wörterbuch, am Großen Brockhaus, an Meyers kleines Lexikon, am Handbuch der neuzeitlichen Wehrwissenschaft, am Deutschen Kulturatlas, an der deutschen Sprache des Mittelalters, am Handwörterbuch des deutschen Aberglaubens und der Neuen Deutschen Biographie mit.
In der Literatur kommt es bisweilen zu Verwechslungen mit dem gleichnamigen Schweizer Literaturkritiker.

## Familie und Nachlass
Basler, evangelisch-lutherisch, war in erster Ehe (ab 1921) mit Hertha (1892–1947), geb. Reh, und in zweiter (ab 1952) mit Margarethe, geb. Neugebaur, verheiratet. Er war Vater von zwei Kindern; sein Sohn fiel 1945 an der Front. Im Alter erblindete er zunehmend.
Der größte Teil seines Nachlasses befindet sich im Institut für Deutsche Sprache in Mannheim, wo ein Otto-Basler-Archiv entstand. Über 15.000 Bände sowie Handschriften und Gedrucktes wurden 1969/70 mit Unterstützung der VolkswagenStiftung erworben. Besonderen Wert hat die Wörterbuchsammlung Baslers, die zum Grundstock der lexikographischen Fachbibliothek gehört. Weitere Bestände zu Basler sind seit 1997 bei der Bayerischen Akademie der Wissenschaften und der Albert-Ludwigs-Universität Freiburg zu finden.

## Auszeichnungen
Basler war Träger folgender Auszeichnungen:
- 1914 Eisernes Kreuz II. Klasse
- 1916 Eisernes Kreuz I. Klasse
- 1916 Ritterkreuz II. Klasse des Ordens vom Zähringer Löwen mit Schwertern
- 1918 Bayerisches Militärverdienstkreuz mit Schwertern
- 1918 Österreichisches Militärkreuz mit Schwertern
- 1945 Kriegsverdienstkreuz I. Klasse mit Schwertern vom Oberkommando des Heeres (für die Aufrechterhaltung des Betriebs der Bayrischen Armeebibliothek[13])

## Werke
- Altsächsisch. Helland, Genesis und kleinere Denkmäler. In erl. Textproben mit sprachlich-sachl. Einf. Wagner, Freiburg 1923.
- (Bearb. mit Waldemar Mühlner): Der Volks-Duden. Neues deutsches Wörterbuch. Nach den für das Deutsche Reich, Österreich und der Schweiz gültigen amtlichen Regeln. Bibliographisches Institut, Leipzig 1933.
- Wehrwissenschaftliches Schrifttum im 18. Jahrhundert. Mittler, Berlin 1933.
- (Bearb. mit Waldemar Mühlner): Der kleine Duden. Reichsschulwörterbuch der deutschen Rechtschreibung. Für die Volksschule. Bibliographisches Institut, Leipzig 1934.
- (Bearb./Mitw.): Der große Duden. 4 Bände, Bibliographischen Instituts, Leipzig 1934/35.
- (Fortges.): Deutsches Fremdwörterbuch. Band 2: L–P und Band 3: Q–R. Begründet von Hans Schulz, de Gruyter, Berlin u. a. 1942/77.
- Deutsche Rechtschreibung. Regeln und Wörterverzeichnis. Leibniz-Verlag, München 1948. (14. Auflage, Oldenbourg, 1960)